# Silvio Curto
Silvio Curto (Bra, 20 agosto 1919 – Torino, 24 settembre 2015) è stato un egittologo italiano.

## Biografia
Tra il 1964 ed il 1984 è stato direttore del Museo di antichità egizie di Torino e dal 1971 anche dirigente superiore presso il Ministero per i Beni e le Attività Culturali.

Ha diretto una campagna per il salvataggio del sito di Ellesija, minacciato dalla costruzione della diga di Assuan, insieme all'ing. Celeste Rinaldi e a Vito Maragioglio. Il governo egiziano, a titolo di ricompensa, gli donò un tempietto, dedicato a Tutmosi III, che attualmente è uno dei reperti di maggiore interesse del museo.

Docente universitario, ha ricoperto la cattedra di egittologia e di storia della scrittura a Torino. Ha contribuito all'istituzione e all'organizzazione di vari musei dedicati all'antico Egitto in Italia. Tra i suoi titoli figura quello di Accademico di Francia.

## Opere principali
- Il tempio di Ellesija (Torino, 1970)
- Museo Egizio di Torino 1824 - La scoperta dell'arte egizia (Torino, 1975)
- L'antico Egitto (Torino, 1981)
- La scrittura nella storia dell'uomo (Milano, 1989)
- La riscoperta dell'Egitto Cristiano (Torino, 1999)
- L'antico Egitto - Realtà e fantasia (Torino, 2001)
- Umorismo e satira nell'Egitto antico (Torino, 2006)